# Асанте Котоко
«Асанте Котоко» (англ. Nsuhia Kumasi Asante Kotoko) — ганский футбольный клуб из Кумаси. Выступает в Премьер-лиге Ганы. Основан в 1935 году. Домашние матчи проводит на стадионе «Баба Яра», вмещающем 40 000 зрителей.

## История
«Асанте Котоко» является самым титулованным клубом Ганы как на внутренней, так и на международной аренах. «Дикобразы» дважды становились сильнейшим клубом Африки, побеждая в Кубке Чемпионов, и 21 раз становился сильнейшими в стране. По участию в финальных матчах Кубка Чемпионов «Асанте Котоко» занимает твёрдое второе место, уступая лишь египетскому «Аль-Ахли» — до финала «Дикобразы» добирались целых семь раз.

## Достижения

### Местные
- Чемпион Ганы — 24 (1959, 1963/64, 1964/65, 1967, 1968, 1969, 1972, 1975, 1980, 1981, 1982, 1983, 1986, 1987, 1988/89, 1990/91, 1991/92, 1992/93, 2003, 2005/06, 2007/08, 2011/12, 2012/13, 2013/14)

- Обладатель Кубка Ганы — 8 (1958, 1960, 1976, 1978, 1984, 1989/90, 1997/98, 2001)

### Международные
- Лига чемпионов КАФ (2)
  - Победитель: 1970, 1983